# Баланофоровые
Баланофоровые (лат. Balanophoraceae) — семейство двудольных растений, включающее в себя 17 родов и около 120 видов, распространённых в тропических и субтропических областях планеты. Система классификации APG III (2009) включает семейство в порядок Санталоцветные (Santalales), ранее это семейство иногда выделяли в монотипный порядок Баланофороцветные (Balanophorales Dumort., 1829).

## Биологическое описание
Баланофоровые — мясистые бесхлорофилльные многолетние паразитные травы, характеризующиеся очень высокой специализацией и сильной редукцией всех органов, как вегетативных, так и репродуктивных. Они паразитируют на корнях представителей самых разных семейств двудольных растений, а также на корнях некоторых пальм. Окраска баланофоровых варьирует от жёлтой и бурой, через разные оттенки розового и красного до тёмно-пурпуровой, но никогда не бывает зелёной.
Листья баланофоровых очередные или мутовчатые, чешуевидные.
В клубневидных или корневищеподобных органах баланофоровых соцветия закладываются эндогенно. Они очень разнообразны. Цветки баланофоровых мелкие и всегда однополые, с редуцированным околоцветником и даже без околоцветника. Строение мужских цветков разное у разных родов. Плоды баланофоровых мелкие, ореховидные или почти костянковидные. Семена также очень мелкие, с редуцированным зародышем и относительно обильным эндоспермом.

## Роды
- Balanophora typus — Баланофора
- Chlamydophytum — Хламидофитум
- Corynaea
- Dactylanthus — Дактилантус
- Ditepalanthus
- Exorhopala
- Hachettea — Ашеттеа
- Helosis
- Langsforffia
- Lophophytum Schott & Endl. — Лофофитум
- Mystropetalon — Мистропеталон
- Ombrophytum Poepp. ex Endl.
- Rhopalocnemis
- Sarcophyte — Саркофите
- Scybalium
- Thonningia — Тоннингия